# Стеффенс, Хенрик
Хенрик Стеффенс, также Штеффенс (норв. Henrik Steffens, нем. Henrich Steffens, 2 мая 1773, Ставангер — 13 февраля 1845, Берлин) — европейский учёный-универсалист, натурфилософ и писатель-романтик, выходец из Норвегии.

## Биография
Сын полкового врача, иммигранта из Гольштейна, родившегося в Южной Америке. Мать — датчанка. В 14 лет вместе с семьей переехал в Копенгаген. Изучал богословие и естественные науки. В 1796 учился в Кильском университете, с 1797 — в Иенском университете, где слушал лекции Шеллинга и Фихте, познакомился с братьями Шлегель (Августом Вильгельмом и Фридрихом), Новалисом, Тиком, Брентано. В 1800 году переехал во Фрайбург, испытал воздействие идей немецкого минералога Абрахама Готтлоба Вернера. С 1802 — снова в Копенгагене. Прочитал девять публичных лекций, имевших огромный успех, стал проводником идей немецкого романтизма в Дании, повлиял на Эленшлегера и Грундтвига. Шлейермахер пытался — без успеха — выхлопотать для Стеффенса кафедру в Берлинском университете.
С 1804 Стеффенс — профессор минералогии, физиологии и естественной истории Университета Галле, с 1811 по 1832 — в Бреслау. Во время битвы под Лейпцигом (1813) записался в прусскую армию в чине лейтенанта, участвовал во взятии Парижа. С 1832 преподавал в Берлинском университете, в 1834—1835 был его ректором.

## Философская мысль и литературные занятия
Натурфилософские идеи Стеффенса, который отталкивался от новейших открытий в физике и геологии и ставил в центр органического мира принцип индивидуализации, оказали влияние на его учителей — Шеллинга и Шлейермахера. Учением Стеффенса о цвете интересовался Гёте, между ними шла оживленная переписка. Автор романов и новелл. В последние годы жизни написал десятитомную автобиографию «Пережитое», его воспоминания о круге романтиков не раз переиздавались.
Среди прочего, Стеффенс является автором понятия Аристократия Духа (Geistes Aristokratismus), о чем свидетельствует другой немецкий литератор — Теодор Мундт: «Он (Стефенс. — Сост.) является главой той аристократии духа, которую он сам однажды так метко назвал» («Moderne Lebenswirren», 1834).

## Труды
- Beiträge zur inneren Naturgeschichte der Erde (1801)
- Grundzüge der philosophischen Naturwissenschaft (Berlin, 1806)
- Über die Idee der Universitäten: Vorlesungen (Berlin, 1809)
- Geognostische geologische Aufsätze (Hamburg, 1810)
- Über die Bedeutung der Farben in der Natur (Hamburg, 1810)
- Handbuch der Oryktognosie (4 t. Berlin, 1811—1824)
- Turnziel (Breslau, 1818)
- Die gute Sache (Leipzig, 1819)
- Karikaturen des Heiligsten (2 t., Leipzig, 1819—1821)
- Anthropologie (2 t., Breslau, 1824)
- Von der falschen Theologie und dem wahren Glauben (Breslau, 1824, переизд. 1831)
- Der Norwegische Storthing im Jahre 1824. Geschichtliche Darstellung und Aktenstücke (Berlin, 1825)
- Die Familien Walseth und Leith (5 t., 1827, художественная проза)
- Die vier Norweger (6 t., 1828, художественная проза)
- Malkolm (2 t., 1831, художественная проза)
- Wie ich wieder Lutheraner wurde, Breslau 1831
- Novellen. Gesammt-Ausgabe (16 t., Breslau, 1837—1838, художественная проза)
- Christliche Religionsphilosophie (2 t., Breslau, 1839)
- Was ich erlebte (10 t., Breslau, 1840—1845, автобиография)
- Nachgelassene Schriften (Berlin, 1846, с предисловием Шеллинга)

## Признание и наследие
В 1936 немецкий предприниматель и меценат Альфред Тёпфер учредил премию имени Хенрика Стеффенса (см.: de:Henrik-Steffens-Preis). До 2005, когда премия прекратила существование, она была вручена многим выдающимся деятелям культуры скандинавских стран от Улава Дууна (1936) до Олафура Элиассона (2005).

## Публикации на русском языке
- Ф. О. Рунге// Эстетика немецких романтиков. М.: Искусство, 1987, с.481-490 (фрагмент автобиографических записок).